# Carles Gómez
Carles Alberto Gómez Benítez (* 9. Juni 1977 in Andorra la Vella), oder kurz Carles Gómez, ist ein ehemaliger andorranischer Fußballspieler auf der Position eines Verteidigers. Er war zuletzt bei FC Santa Coloma und der andorranischen Fußballnationalmannschaft aktiv.

## Karriere

### Verein
Seine Vereinskarriere begann Gómez in seiner andorranischen Heimat, wo er ab dem Jahr 1997 im Kader des Erstligisten CE Principat aus der Hauptstadt Andorra la Vella stand. Ob er dem Verein bereits davor angehörte, ist aus den Quellen hingegen nicht ersichtlich. Hier wurde er, an der Seite von Francesc Ramírez, Ricard Imbernon und Stürmer Jordi Bazan, bereits in seiner Debütsaison andorranischer Landesmeister. Zudem gewann er mit den Sieg im Finale des Nationalen Pokals, gegen die Mannschaft von FC Santa Coloma (4:3), auch sein einziges Double der Vereinskarriere. Nach Abschluss der Saison wechselte er innerhalb der Primera Divisió zum Konkurrenten UE Sant Julià nach Sant Julià de Lòria. Mit der Mannschaft belegte er am Ende seiner ersten Saison nur einen Platz im Mittelfeld der Tabelle. Ein Jahr später konnte Gómez erneut keine Erfolge in der Meisterschaft erzielen und scheiterte mit der Mannschaft auch im Halbfinale des Landespokals, gegen die Auswahl von FC Encamp (6:3 nach Hin- und Rückspiel). In der Saison 2000/01 erreichte er, an der Seite von Cristian Roig, Manolo Jiménez und Stürmer Armand Godoy den Rang des Vizemeisters und scheiterte im Nationalen Pokal erst im Finale gegen die Auswahl des FC Santa Coloma (2:0). 2001 verließ er den Verein und wechselte zum Ligakonkurrenten und amtierdenden Meister FC Santa Coloma. Doch mit der Mannschaft konnte Gómez weder den Meistertitel noch den Landespokal verteidigen. Ob Gómez seine Vereinskarriere nach Ablauf der Saison 2002 beendete, weiterhin im Kader des FC Santa Coloma verblieb oder zu einem anderen Verein wechselte und dort seine Karriere fortführte, ist nicht bekannt.

### Nationalmannschaft
Sein Debüt für die andorranische Fußballnationalmannschaft gab Gómez am 3. März 1999, im Freundschaftsspiel unter Trainer Manoel Miluir, gegen die Auswahl der Färöer (0:0). Dies sollte jedoch sein einziger Einsatz im Trikot der La Tricolor bleiben.

### Erfolge
- Andorranischer Meister (1): 1997/98
- Andorranischer Pokalsieger (1): 1998